# ムードインディゴ
ムードインディゴ（2005年1月19日 - ）は日本の競走馬（父内国産馬）。主な勝ち鞍は、府中牝馬ステークス。
馬名の由来は、気分は藍色。

## 経歴
2005年1月19日、社台コーポレーション白老ファームにて生まれる。その後、日本中央競馬会・栗東トレーニングセンターの友道康夫厩舎へ入厩した。
競走馬としてのデビューは、2007年12月8日の第3回中京競馬第4競走（芝1,800メートル）の新馬戦。このレースで上村洋行が騎乗して1番人気に応えて1着となった。明け3歳となった2008年1月19日の2戦目は13着と大敗したが、陣営は桜花賞への出走を狙って3月8日のチューリップ賞（阪神競馬場）、3月22日のフラワーカップ（中山競馬場）と重賞競走に出走したが、6着、5着と敗れて桜花賞に駒を進めることはできなかった。
桜花賞当日（2008年4月13日）に行われたサラブレッド3歳牝馬オープン特別の忘れな草賞に福永祐一騎乗で出走して1着となり、賞金を加算して5月25日の優駿牝馬に出走したが、10着と敗れた。その後は8月17日のクイーンステークス（札幌競馬場）で8着のあと、9月21日のローズステークスに出走しマイネレーツェルの2着に入ると、10月19日の秋華賞でも8番人気ながらブラックエンブレムの2着に入り、三連単馬券10,982,020円の高配当の要因の一つとなった。
4歳になった2009年、ヴィクトリアマイル (GI) を含み、4戦とも精彩を欠くレースぶりであった。しかし、10月18日の府中牝馬ステークスに前年のフラワーカップ以来となる田中勝春の騎乗で出走すると、カワカミプリンセス、ベッラレイア、レジネッタといった強豪牝馬を相手に、最後の直線で後方から一気の追い込みを決め、通算3勝目を初の重賞制覇で飾った。しかしエリザベス女王杯は直線伸びず12着惨敗だった。続く愛知杯でも11着と大敗した。
明け5歳となり、福島牝馬ステークスから始動。好位中団でレースを進めるも直線で失速し14着と大敗した。本番のヴィクトリアマイルでは18着と殿負けに終わった。マーメイドステークスでは中団後方追走も直線で伸びあぐねて6着に終わった。クイーンステークスでは終始後方のまま11着と大敗を喫した。連覇をかけて挑んだ府中牝馬ステークスでも終始後方のまま14着、エリザベス女王杯でも10着、愛知杯では故障で競走中止したテイエムオーロラの影響をうけて17着と惨敗が続いた。2010年12月22日付で競走馬登録を抹消、ノーザンファームで繁殖牝馬となる。

## 競走成績
以下の内容はnetkeiba.comの情報に基づく。
| 競走日     | 競馬場 | 競走名           | 格     | 距離（馬場）  | 頭 数 | 枠 番 | 馬 番 | オッズ （人気） | 着順 | タイム （上がり3F） | 着差  | 騎手            | 斤量 [kg] | 1着馬（2着馬）     | 馬体重 [kg] |
| ---------- | ------ | ---------------- | ------ | ------------- | ----- | ----- | ----- | --------------- | ---- | ------------------- | ----- | --------------- | --------- | ------------------ | ----------- |
| 2007.12.08 | 中京   | 2歳新馬          |        | 芝1800m（良） | 15    | 4     | 7     | 002.00（1人）   | 01着 | R1:49.6（34.1）     | -0.1  | 0上村洋行       | 54        | （ミスズオペラ）   | 460         |
| 2008.01.19 | 京都   | 3歳500万下       |        | 芝1600m（良） | 15    | 5     | 9     | 010.30（4人）   | 13着 | R1:39.5（39.2）     | -4.0  | 0上村洋行       | 54        | ヴェルザンディ     | 464         |
| 0000.03.08 | 阪神   | チューリップ賞   | JpnIII | 芝1600m（良） | 16    | 4     | 8     | 061.2（10人）   | 06着 | R1:36.3（34.5）     | -0.5  | 0上村洋行       | 54        | エアパスカル       | 460         |
| 0000.03.22 | 中山   | フラワーC        | JpnIII | 芝1800m（良） | 16    | 7     | 14    | 046.9（10人）   | 05着 | R1:50.1（35.8）     | -0.1  | 0田中勝春       | 54        | ブラックエンブレム | 450         |
| 0000.04.13 | 阪神   | 忘れな草賞       | OP     | 芝2000m（良） | 16    | 4     | 7     | 005.70（2人）   | 01着 | R2:02.2（35.8）     | -0.2  | 0福永祐一       | 54        | （プティマカロン） | 456         |
| 0000.05.25 | 東京   | 優駿牝馬         | JpnI   | 芝2400m（稍） | 18    | 3     | 5     | 017.70（7人）   | 10着 | R2:29.6（36.0）     | -0.8  | 0福永祐一       | 55        | トールポピー       | 452         |
| 0000.08.17 | 札幌   | クイーンS        | JpnIII | 芝1800m（良） | 13    | 5     | 7     | 050.8（11人）   | 08着 | R1:48.6（35.1）     | -0.5  | 0田中勝春       | 52        | ヤマニンメルベイユ | 474         |
| 0000.09.21 | 阪神   | ローズS          | JpnII  | 芝1800m（重） | 18    | 5     | 10    | 029.00（9人）   | 02着 | R1:47.3（35.0）     | -0.0  | 0福永祐一       | 54        | マイネレーツェル   | 456         |
| 0000.10.19 | 京都   | 秋華賞           | JpnI   | 芝2000m（良） | 18    | 1     | 1     | 016.70（8人）   | 02着 | R1:58.5（34.4）     | -0.1  | 0福永祐一       | 55        | ブラックエンブレム | 456         |
| 0000.11.16 | 京都   | エリザベス女王杯 | GI     | 芝2200m（良） | 18    | 6     | 11    | 016.30（5人）   | 06着 | R2:12.9（34.7）     | -0.8  | 0福永祐一       | 54        | リトルアマポーラ   | 452         |
| 2009.04.25 | 京都   | オーストラリアT  | OP     | 芝1800m（不） | 11    | 7     | 8     | 009.70（6人）   | 09着 | R1:51.0（37.8）     | -3.0  | 0武豊           | 55        | ドリームサンデー   | 474         |
| 0000.05.17 | 東京   | ヴィクトリアM    | GI     | 芝1600m（良） | 18    | 5     | 10    | 036.40（8人）   | 11着 | R1:34.1（34.2）     | -1.7  | 0内田博幸       | 55        | ウオッカ           | 456         |
| 0000.06.21 | 阪神   | マーメイドS      | GIII   | 芝2000m（良） | 16    | 8     | 15    | 009.80（5人）   | 08着 | R2:01.0（35.0）     | -0.8  | 0岩田康誠       | 55        | コスモプラチナ     | 466         |
| 0000.08.16 | 札幌   | クイーンS        | GIII   | 芝1800m（良） | 14    | 8     | 14    | 007.00（4人）   | 04着 | R1:48.5（35.4）     | -0.3  | 0藤岡佑介       | 55        | ピエナビーナス     | 462         |
| 0000.10.18 | 東京   | 府中牝馬S        | GIII   | 芝1800m（良） | 18    | 2     | 4     | 018.50（7人）   | 01着 | R1:44.6（33.7）     | -0.3  | 0田中勝春       | 55        | （ベッラレイア）   | 450         |
| 0000.11.15 | 京都   | エリザベス女王杯 | GI     | 芝2200m（良） | 18    | 8     | 17    | 023.60（8人）   | 12着 | R2:15.3（33.6）     | -1.7  | 0田中勝春       | 56        | クィーンスプマンテ | 462         |
| 0000.12.19 | 中京   | 愛知杯           | GIII   | 芝2000m（良） | 18    | 4     | 8     | 006.20（2人）   | 11着 | R2:00.6（34.5）     | -0.9  | 0M.デムーロ     | 56        | リトルアマポーラ   | 460         |
| 2010.04.24 | 福島   | 福島牝馬S        | GIII   | 芝1800m（稍） | 16    | 5     | 10    | 016.90（8人）   | 14着 | R1:50.4（37.5）     | -1.5  | 0上村洋行       | 55        | レジネッタ         | 462         |
| 0000.05.16 | 東京   | ヴィクトリアM    | GI     | 芝1600m（良） | 18    | 8     | 16    | 171.6（16人）   | 18着 | R1:33.6（34.5）     | -1.2  | 0上村洋行       | 55        | ブエナビスタ       | 462         |
| 0000.06.20 | 阪神   | マーメイドS      | GIII   | 芝2000m（良） | 16    | 6     | 12    | 030.3（10人）   | 06着 | R2:00.1（35.1）     | -0.6  | 0C.ウィリアムズ | 55        | ブライティアパルス | 462         |
| 0000.08.15 | 札幌   | クイーンS        | GIII   | 芝1800m（良） | 14    | 6     | 10    | 067.3（13人）   | 11着 | R1:48.8（35.1）     | -1.2  | 0上村洋行       | 55        | アプリコットフィズ | 478         |
| 0000.10.17 | 東京   | 府中牝馬S        | GIII   | 芝1800m（良） | 17    | 8     | 16    | 024.8（11人）   | 14着 | R1:47.3（33.1）     | -0.9  | 0津村明秀       | 55        | テイエムオーロラ   | 470         |
| 0000.11.14 | 京都   | エリザベス女王杯 | GI     | 芝2200m（良） | 17    | 7     | 15    | 158.5（15人）   | 10着 | R2:14.2（35.2）     | -1.7  | 0川田将雅       | 56        | スノーフェアリー   | 472         |
| 0000.12.19 | 小倉   | 愛知杯           | GIII   | 芝2000m（良） | 18    | 1     | 2     | 026.7（10人）   | 17着 | R2:16.9（51.9）     | -17.4 | 0C.ウィリアムズ | 54        | セラフィックロンプ | 466         |

## 繁殖成績
2015年生まれの4番仔ユーキャンスマイル（父キングカメハメハ）が2019年のダイヤモンドステークスを制し、産駒初の重賞制覇を達成している。
|        | 馬名                   | 誕生年 | 性 | 毛色 | 父               | 馬主                           | 厩舎             | 戦績                   |
| ------ | ---------------------- | ------ | -- | ---- | ---------------- | ------------------------------ | ---------------- | ---------------------- |
| 初仔   | カリビアンブルー       | 2012年 | 牡 | 栗毛 | キングカメハメハ | 金子真人ホールディングス（株） | 栗東・友道康夫   | 5戦0勝（引退）         |
| 2番仔  | ノガロ                 | 2013年 | 牡 | 栗毛 | キングカメハメハ | 金子真人ホールディングス（株） | 栗東・音無秀孝   | 16戦3勝（引退）        |
| 3番仔  | チークトゥチーク       | 2014年 | 牝 | 芦毛 | クロフネ         | 金子真人ホールディングス（株） | 栗東・藤原英昭   | 2戦1勝（引退）         |
| 4番仔  | ユーキャンスマイル     | 2015年 | 牡 | 鹿毛 | キングカメハメハ | 金子真人ホールディングス（株） | 栗東・友道康夫   | 36戦6勝 （引退）       |
| 5番仔  | ルビーカサブランカ     | 2017年 | 牝 | 栗毛 | キングカメハメハ | 金子真人ホールディングス（株） | 栗東・須貝尚介   | 31戦5勝 （引退・繁殖） |
| 6番仔  | ピーニャ               | 2018年 | 牡 | 栗毛 | キングカメハメハ | 金子真人ホールディングス（株） | 栗東・中内田充正 | 9戦1勝 （引退）        |
| 7番仔  | ムードインディゴの2019 | 2019年 | 牝 | 栗毛 | モーリス         |                                |                  | （未出走）             |
| 8番仔  | アップトゥミー         | 2020年 | 牝 | 鹿毛 | モーリス         | 金子真人ホールディングス（株） | 美浦・国枝栄     | 17戦2勝（現役）        |
| 9番仔  | ロカブルン             | 2021年 | 牝 | 鹿毛 | ロードカナロア   | 金子真人ホールディングス（株） | 栗東・吉田直弘   | 7戦0勝（引退）         |
| 10番仔 | フェアリーグレン       | 2022年 | 牝 | 鹿毛 | ロードカナロア   | 金子真人ホールディングス（株） | 栗東・吉田直弘   | 3戦0勝（現役）         |
| 11番仔 | スワッシュバクラー     | 2023年 | 牡 | 鹿毛 | ロードカナロア   |                                |                  | （デビュー前）         |

- 現役馬の成績は2025年4月20日現在

## 血統表
| ムードインディゴの血統           | ムードインディゴの血統                               | ムードインディゴの血統     | （血統表の出典）           | （血統表の出典） |
| 父系                             | サンデーサイレンス系                                 | サンデーサイレンス系       | サンデーサイレンス系       | [ § 2 ]          |
| 父 ダンスインザダーク 1993 鹿毛  | 父の父*サンデーサイレンス Sunday Silence 1986 青鹿毛 | Halo                       | Hail to Reason             | Hail to Reason   |
| 父 ダンスインザダーク 1993 鹿毛  | 父の父*サンデーサイレンス Sunday Silence 1986 青鹿毛 | Halo                       | Cosmah                     |                  |
| 父 ダンスインザダーク 1993 鹿毛  | 父の父*サンデーサイレンス Sunday Silence 1986 青鹿毛 | Wishing Well               | Understanding              | Understanding    |
| 父 ダンスインザダーク 1993 鹿毛  | 父の父*サンデーサイレンス Sunday Silence 1986 青鹿毛 | Wishing Well               | Mountain Flower            |                  |
| 父 ダンスインザダーク 1993 鹿毛  | 父の母*ダンシングキイ Dancing Key 1983 鹿毛          | Nijinsky                   | Northern Dancer            | Northern Dancer  |
| 父 ダンスインザダーク 1993 鹿毛  | 父の母*ダンシングキイ Dancing Key 1983 鹿毛          | Nijinsky                   | Flaming Page               |                  |
| 父 ダンスインザダーク 1993 鹿毛  | 父の母*ダンシングキイ Dancing Key 1983 鹿毛          | Key Partner                | Key to the Mint            | Key to the Mint  |
| 父 ダンスインザダーク 1993 鹿毛  | 父の母*ダンシングキイ Dancing Key 1983 鹿毛          | Key Partner                | Native Partner             |                  |
| 母 *リープフォージョイ 1992 栗毛 | 母の父Sharpo 1977                                    | Sharpen Up                 | *エタン                    | *エタン          |
| 母 *リープフォージョイ 1992 栗毛 | 母の父Sharpo 1977                                    | Sharpen Up                 | Rocchetta                  |                  |
| 母 *リープフォージョイ 1992 栗毛 | 母の父Sharpo 1977                                    | Moiety Bird                | *ファルコン                | *ファルコン      |
| 母 *リープフォージョイ 1992 栗毛 | 母の父Sharpo 1977                                    | Moiety Bird                | Gaska                      |                  |
| 母 *リープフォージョイ 1992 栗毛 | 母の母Humble Pie 1985                                | Known Fact                 | In Reality                 | In Reality       |
| 母 *リープフォージョイ 1992 栗毛 | 母の母Humble Pie 1985                                | Known Fact                 | Tamerett                   |                  |
| 母 *リープフォージョイ 1992 栗毛 | 母の母Humble Pie 1985                                | Scarcely Blessed           | *ソーブレスド              | *ソーブレスド    |
| 母 *リープフォージョイ 1992 栗毛 | 母の母Humble Pie 1985                                | Scarcely Blessed           | Parsimony                  |                  |
| 母系(F-No.)                      | (FN:1-l)                                             | (FN:1-l)                   | (FN:1-l)                   | [ § 3 ]          |
| 5代内の近親交配                  | Mixed Marriage 5･5（母内）                           | Mixed Marriage 5･5（母内） | Mixed Marriage 5･5（母内） | [ § 4 ]          |
| 出典                             | 1. 2. 3. 4.                                          | 1. 2. 3. 4.                | 1. 2. 3. 4.                | 1. 2. 3. 4.      |

半姉に優駿牝馬（オークス）2着のチャペルコンサート（父：サンデーサイレンス）がいる。